# Benjamin Cuyp

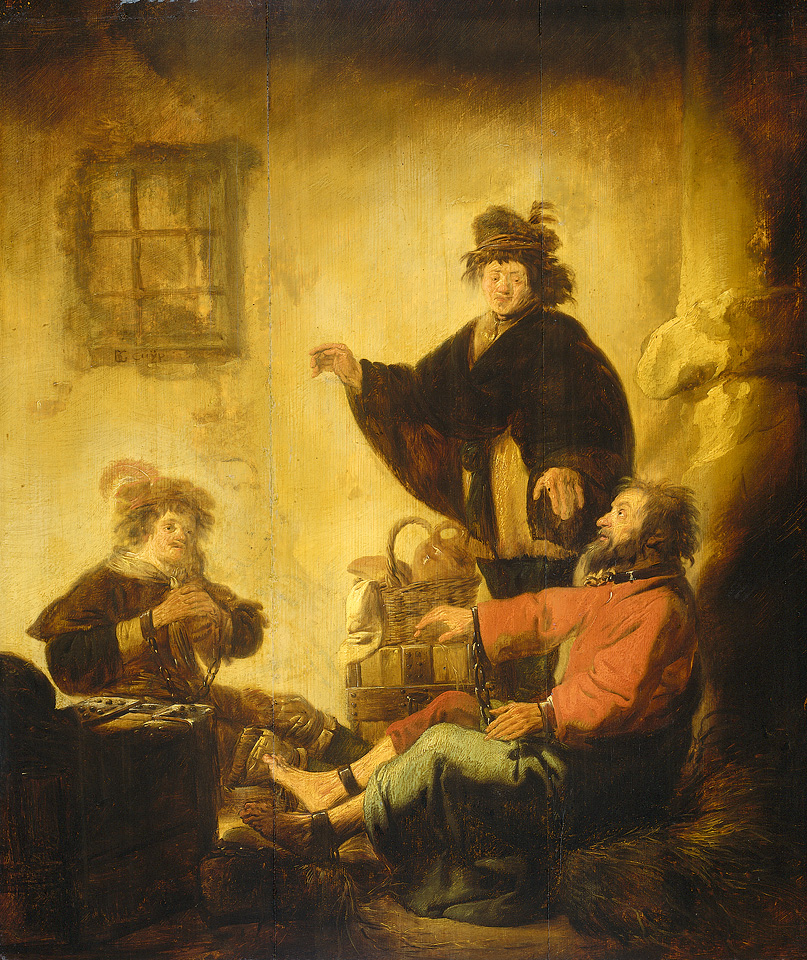
Jozef legt de bakker en de schenker hun dromen uit. 1630-1652. Amsterdam, Rijksmuseum Amsterdam (aangekocht uit de collectie jhr. mr. Wolter Gockinga).

Benjamin Gerritsz. Cuyp (gedoopt Dordrecht, december 1612 – begraven aldaar, 28 augustus 1652) was een Nederlands kunstschilder behorend tot de Hollandse School.
Hij was een zoon van de glasschrijver en glazenmaker Gerrit Cuyp en werd opgeleid door zijn halfbroer Jacob Cuyp. Hij schilderde landschappen, genrestukken, historiestukken (veldslagen) en Bijbelse voorstelling in een barokke stijl, die beïnvloed lijkt door Rembrandt. Hij was oom van de beroemde landschapschilder Albert Cuyp.
- Bibliothèque nationale de France: cb149721296 (data)
- Biografisch Portaal: 36508185
- Digitale Bibliotheek voor de Nederlandse Letteren: cuyp010
- Gemeinsame Normdatei: 120607204
- International Standard Name Identifier: 0000 0000 7368 6219
- KulturNav: 0dada095-830c-4ec4-9b6f-e9671d3a58df
- Library of Congress Control Number: n00008632
- Nationale Bibliotheek van Israël: 987007527015005171
- Nederlandse Thesaurus van Auteursnamen: 177033088
- RKD-Nederlands Instituut voor Kunstgeschiedenis: 19499
- Système universitaire de documentation: 166777897
- Union List of Artist Names: 500013051
- Virtual International Authority File: 24874339
- WorldCat: E39PBJmxVjKJjJPyKhJGj6v4MP